# Летонија на Светском првенству у атлетици на отвореном 2013.
Летонија је на Светском првенству у атлетици на отвореном 2013. одржаном у Москви од 10. до 18. августа, учествовала једанаести пут, односно учествовала је под данашњим именом на свим првенствима од 1993. до данас. Према пријави репрезентацију Летоније требало је да представља 11 атлетичара (5 мушкараца и 6 жена), који би се такмичили у 8 атлетских дисциплина (4 мушке и 4 женске). На стартној листи за бацање копља био је само један такмичар тако да број учесника 10 (4 мушкараца и 6 жена) , 
На овом првенству Летонија није освојила ниједну медаљу али су остварена два лична рекорда сезоне.

## Учесници
| Мушкарци: - Арнис Румбениекс — 20 км ходање - Марекс Арентс — Скок мотком - Игорс Соколовс — Бацање кладива - Вадимс Василевскис — Бацање копља | Жене: - Агнесе Пастаре — 20 км ходање - Анита Кажемака — 20 км ходање - Лаума Грива — Скок удаљ - Лина Музе — Бацање копља - Мадара Паламејка — Бацање копља - Лаура Икаунијеце — Седмобој |  |

## Резултати

### Мушкарци
| Атлетичар          | Дисциплина     | Лични рекорд | Квалификације | Квалификације | Финале                | Финале       | Детаљи |
| Атлетичар          | Дисциплина     | Лични рекорд | Резултат      | Место         | Резултат              | Место        | Детаљи |
| ------------------ | -------------- | ------------ | ------------- | ------------- | --------------------- | ------------ | ------ |
| Арнис Румбениекс   | 20 км ходање   | 1:24:18      |               |               | 1:29:13               | 42 / 52 (64) |        |
| Марекс Арентс      | Скок мотком    | 5,62         | 5,25          | 19. у гр. А   | Нису се квалификовали | 35 / 33 (40) |        |
| Игорс Соколовс     | Бацање кладива | 80,14 НР     | 72,78         | 11. у гр. Б   | Нису се квалификовали | 19 / 27 (29) |        |
| Вадимс Василевскис | Бацање копља   | 90,73 НР     | 79,68         | 6. у гр. Б    | Нису се квалификовали | 15 / 33      |        |

### Жене
| Атлетичарка      | Дисциплина   | Лични рекорд | Квалификације | Квалификације | Финале                | Финале       | Детаљи |
| Атлетичарка      | Дисциплина   | Лични рекорд | Резултат      | Место         | Резултат              | Место        | Детаљи |
| ---------------- | ------------ | ------------ | ------------- | ------------- | --------------------- | ------------ | ------ |
| Агнесе Пастаре   | 20 км ходање | 1:29:55      |               |               | 1:32:30 ЛРС           | 23 / 56 (62) |        |
| Анита Кажемака   | 20 км ходање | 1:34:29      | 1:34:37 ЛРС   | 41 / 56 (62)  |                       |              |        |
| Лаума Грива      | Скок удаљ    | 6,86         | 6,50          | 9. у гр А     | Нису се квалификовале | 16 / 29 (31) |        |
| Лина Музе        | Бацање копља | 61,97        | 60,29         | 9. у гр Б     | Нису се квалификовале | 14 / 27      |        |
| Мадара Паламејка | Бацање копља | 64,51 НР     | 53,70         | 13. у гр А    | Нису се квалификовале | 27 / 27      |        |

#### Седмобој
| Дисциплина    | Лаура Икаунијеце | Лаура Икаунијеце | Лаура Икаунијеце | Лаура Икаунијеце | Лаура Икаунијеце | Лаура Икаунијеце |
| Дисциплина    | Лич. рек.        | Резултат         | Бод.             | Плас.            | Укупно           | Плас.            |
| ------------- | ---------------- | ---------------- | ---------------- | ---------------- | ---------------- | ---------------- |
| 100 м препоне | 13,44            | 13,89            | 994              | 21               |                  |                  |
| Скок увис     | 1,83             | 1,80 ЛРС         | 978              | 13               | 1.972            | 16               |
| Бацање кугле  | 12,88            | 12,36            | 685              | 26               | 2.657            | 21               |
| 200 м         | 24,08            | 24,73            | 912              | 11               | 3.569            | 16               |
| Скок удаљ     | 6,31             | 5,96             | 837              | 20               | 4.406            | 17               |
| Бацање копља  | 53,73            | 50,75 ЛРС        | 875              | 3                | 5.281            | 11               |
| 800 м         | 2:12,13          | 2:16,05          | 878              | 18               |                  |                  |
| Седмобој      | 6.414            |                  |                  |                  | 6.159            | 11               |